# Johann Bielcke
Johann Bielcke (geboren am 17. Juli 1643 in Wickerstedt; gestorben am 9. September 1706 in Jena) war ein deutscher Verleger, Buchdrucker, Bürgermeister und Stadtrichter in Jena.
Bielcke hatte bei seinem Schwiegervater gelernt und begann 1665 als selbstständiger Buchhändler zu Jena. Als Verleger war Bielcke sehr erfolgreich, sodass er fast 1570 Werke verlegte. Er war gewissermaßen in Jena als Buchhändler die erste Adresse. Er führte als Erster Lagerkataloge. Seine hervorragende Stellung im Buchhandel ließ ihn zum Bürgermeister, Stadtrichter in Jena werden. Er machte als einer der bedeutendsten deutschen Buchhändler Jena damals neben Leipzig zur bedeutendsten deutschen Buchstadt.
Auch seine Söhne Johann Felix Bielcke und Salomon Friedrich Bielcke wurden Verleger und Buchhändler.